# فريدريك أغسطس سميث
فريدريك أغسطس سميث (بالإنجليزية: Frederick Augustus Smith)‏ هو عسكري أيرلندي، ولد في 18 نوفمبر 1826 في دبلن في جمهورية أيرلندا، وتوفي في 22 يوليو 1887 في Duleek ‏ في جمهورية أيرلندا.